# Чемпіонат Європи з водних видів спорту 1966
52°04′52″ пн. ш. 5°05′03″ сх. д. / 52.081° пн. ш. 5.0841° сх. д.
Чемпіонат Європи з водних видів спорту 1966, 11-й за ліком, тривав з 20 до 27 серпня 1966 року в Утрехті (Нідерланди). Розіграно нагороди з плавання (на довгій воді), стрибків у воду і водного поло (чоловіки).

## Таблиця медалей

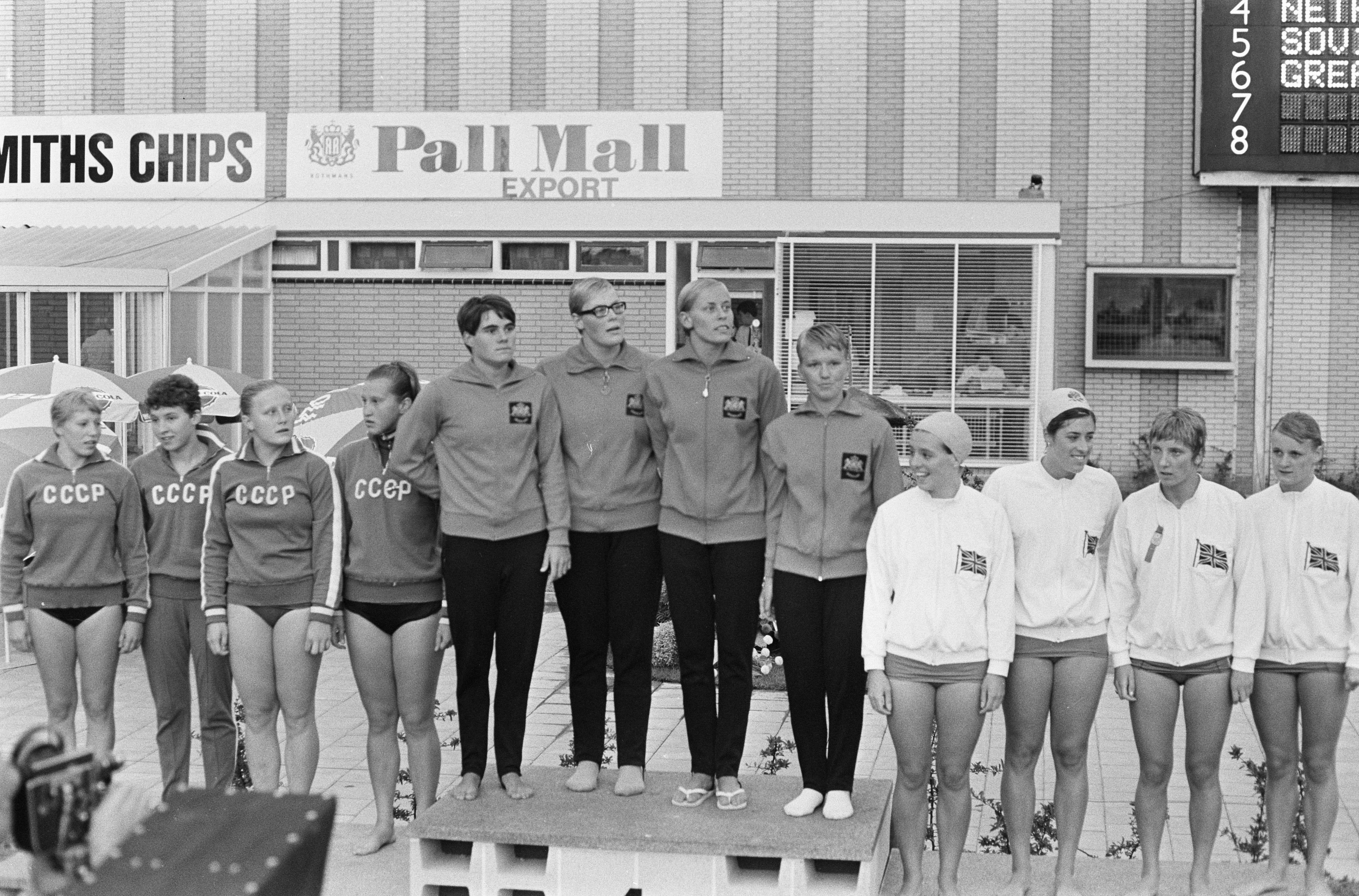
П'єдестал пошани в естафеті 4×100 м серед жінок. Зліва направо: СРСР, Нідерланди і Велика Британія

*   Країна-господарка ( Нідерланди)
| Місце                | Країна               | Золото | Срібло | Бронза | Загалом |
| -------------------- | -------------------- | ------ | ------ | ------ | ------- |
| 1                    | СРСР                 | 12     | 7      | 5      | 24      |
| 2                    | НДР                  | 4      | 6      | 5      | 15      |
| 3                    | Нідерланди*          | 3      | 1      | 1      | 5       |
| 4                    | Франція              | 2      | 0      | 1      | 3       |
| 5                    | Велика Британія      | 1      | 3      | 3      | 7       |
| 6                    | Італія               | 1      | 0      | 1      | 2       |
| 7                    | Швеція               | 0      | 2      | 2      | 4       |
| 8                    | Угорщина             | 0      | 1      | 1      | 2       |
| 9                    | Іспанія              | 0      | 1      | 0      | 1       |
| 9                    | Австрія              | 0      | 1      | 0      | 1       |
| 9                    | ФРН                  | 0      | 1      | 0      | 1       |
| 12                   | Румунія              | 0      | 0      | 1      | 1       |
| 12                   | Югославія            | 0      | 0      | 1      | 1       |
| 12                   | Польща               | 0      | 0      | 1      | 1       |
| 12                   | Фінляндія            | 0      | 0      | 1      | 1       |
| Загалом (15 збірних) | Загалом (15 збірних) | 23     | 23     | 23     | 69      |

## Медальний залік

### Стрибки у воду
Змагання чоловіків
| Дисципліна    | Золото                | Золото | Срібло               | Срібло | Бронза                 | Бронза |
| ------------- | --------------------- | ------ | -------------------- | ------ | ---------------------- | ------ |
| Трамплін, 3 м | Михайло Сафонов (URS) | 155.27 | Торд Андерссон (SWE) | 146.30 | Франко Каньйотто (ITA) | 146.21 |
| Вишка, 10 м   | Клаус Дібіасі (ITA)   | 162.92 | Браян Фелпс (GBR)    | 152.01 | Єжи Ковалевський (POL) | 143.13 |

Змагання жінок
| Дисципліна    | Золото                               | Золото | Срібло                  | Срібло | Бронза                    | Бронза |
| ------------- | ------------------------------------ | ------ | ----------------------- | ------ | ------------------------- | ------ |
| Трамплін, 3 м | Віра Бакланова (URS)                 | 136.59 | Делія Райнгардт (GDR)   | 136.05 | Тамара Сафонова (URS)     | 133.23 |
| Вишка, 10 м   | Лобанова Наталія Володимирівна (URS) | 100.93 | Інґеборґ Пертмайр (AUT) | 94.52  | Ґабріеле Краус Шепе (GDR) | 91.22  |

### Плавання

#### Чоловіки
| Дисципліна                      | Золото                                                                  | Золото  | Срібло                                                               | Срібло  | Бронза                                                        | Бронза  |
| ------------------------------- | ----------------------------------------------------------------------- | ------- | -------------------------------------------------------------------- | ------- | ------------------------------------------------------------- | ------- |
| 100 м вільним стилем            | Роберт Макґреґор (GBR)                                                  | 53.7    | Леонід Ільїчов (URS)                                                 | 54.3    | Удо Позер (GDR)                                               | 54.8    |
| 400 м вільним стилем            | Франк Віґанд (GDR)                                                      | 4:11.1  | Семен Беліц-Гейман (URS)                                             | 4:13.2  | Ален Москоні (FRA)                                            | 4:13.6  |
| 1500 м вільним стилем           | Семен Беліц-Гейман (URS)                                                | 16:58.5 | Алан Кімбер (GBR)                                                    | 17:13.2 | Олександр Плетньов (URS)                                      | 17:17.9 |
| 200 м на спині                  | Юрій Громак (URS)                                                       | 2:12.9  | Хайме Монсо (ESP)                                                    | 2:15.7  | Йоахім Ротер (GDR)                                            | 2:16.7  |
| 200 м брасом                    | Георгій Прокопенко (URS)                                                | 2:30.0  | Олександр Тутакаєв (URS)                                             | 2:30.3  | Еґон Геннінґер (GDR)                                          | 2:30.5  |
| 200 м батерфляєм                | Валентин Кузьмін (URS)                                                  | 2:10.2  | Горст-Ґюнтер Ґреґор (GDR)                                            | 2:10.6  | Анатолій Скавронський (URS)                                   | 2:11.2  |
| 400 м комплексом                | Франк Віґанд (GDR)                                                      | 4:47.9  | Андрій Дунаєв (URS)                                                  | 4:48.7  | Клаус Кацур (GDR)                                             | 4:55.7  |
| естафета 4×100 м вільним стилем | НДР Франк Віґанд Удо Позер Горст-Ґюнтер Ґреґор Петер Зоммер             | 3:36.8  | СРСР Леонід Ільїчов Віктор Мазанов Георгій Куликов Володимир Шувалов | 3:37.5  | Швеція Лестер Ерікссон Йоран Янссон Інґвар Ерікссон Ян Лундін | 3:39.0  |
| естафета 4×200 м вільним стилем | СРСР Леонід Ільїчов Семен Беліц-Гейман Олександр Плетньов Євген Новиков | 8:00.2  | НДР Горст-Ґюнтер Ґреґор Альфред Мюллер Удо Позер Франк Віґанд        | 8:01.6  | Швеція Лестер Ерікссон Олле Ферм Інґвар Ерікссон Ян Лундін    | 8:04.3  |
| естафета 4×100 м комплексом     | СРСР Віктор Мазанов Георгій Прокопенко Валентин Кузьмін Леонід Ільїчов  | 4:02.4  | НДР Юрґен Діце Еґон Геннінґер Горст-Ґюнтер Ґреґор Франк Віґанд       | 4:02.9  | Йожеф Чикань Ференц Ленкеї Акош Гуйаш Іштван Сентірмаї        | 4:05.9  |

#### Жінки
| Дисципліна                      | Золото                                                                 | Золото | Срібло                                                                         | Срібло | Бронза                                                                        | Бронза |
| ------------------------------- | ---------------------------------------------------------------------- | ------ | ------------------------------------------------------------------------------ | ------ | ----------------------------------------------------------------------------- | ------ |
| 100 м вільним стилем            | Мартіна Ґрюнерт (GDR)                                                  | 1:01.2 | Юдіт Туроці (HUN)                                                              | 1:02.1 | Полін Сіллетт (GBR)                                                           | 1:02.5 |
| 400 м вільним стилем            | Клод Мандонно (FRA)                                                    | 4:48.2 | Ада Кок (NED)                                                                  | 4:48.7 | Тамара Соснова (URS)                                                          | 4:50.1 |
| 100 м на спині                  | Кікі Карон (FRA)                                                       | 1:08.1 | Лінда Ландґроув (GBR)                                                          | 1:08.9 | Крістіна Балабан (ROM)                                                        | 1:09.7 |
| 200 м брасом                    | Галина Прозуменщикова (URS)                                            | 2:40.8 | Ірина Позднякова (URS)                                                         | 2:41.9 | Джилл Слеттері (GBR)                                                          | 2:47.9 |
| 100 м батерфляєм                | Ада Кок (NED)                                                          | 1:05.6 | Гайке Густеде (FRG)                                                            | 1:06.3 | Ейла Пюргенен (FIN)                                                           | 1:07.8 |
| 400 м комплексом                | Бетті Гекелс (NED)                                                     | 5:25.0 | Гайді Пехштайн (GDR)                                                           | 5:26.0 | Людмила Хазієва (URS)                                                         | 5:28.4 |
| естафета 4×100 м вільним стилем | СРСР Наталія Сіпченко Антоніна Руденко Наталія Устинова Тамара Соснова | 4:11.3 | Швеція Інґрід Ґуставссон Улла Яфверт Анн-Карлотт Лілья Анне-Хрістіне Гаґберґ   | 4:12.2 | Нідерланди Тос Бемер Мір'ям ван Гемерт Беп Ветелінґ Лідія Схап                | 4:12.8 |
| естафета 4×100 м комплексом     | Нідерланди Кобі Сіккенс Ґретта Кок Ада Кок Тос Бемер                   | 4:36.4 | СРСР Наталія Михайлова Галина Прозуменщикова Тетяна Дев'ятова Антоніна Руденко | 4:38.2 | Велика Британія Лінда Ландґроув Даяна Гарріс Мері-Енн Коттерілл Полін Сіллетт | 4:38.4 |

### Водне поло
| Дисципліна         | Золото | Срібло | Бронза    |
| ------------------ | ------ | ------ | --------- |
| Змагання чоловіків | СРСР   | НДР    | Югославія |